# Le Petit-Deuxième
Le Petit-Deuxième est un village de l'Est du Québec situé sur la péninsule gaspésienne dans la région du Bas-Saint-Laurent faisant partie de la municipalité de Sainte-Félicité dans la municipalité régionale de comté de Matane au Canada.

### Source en ligne
- Commission de toponymie du Québec